# Französischer Revolutionskalender/Y14
Dies ist der Französische Revolutionskalender für das Jahr XIV der Republik, das vom 23. September 1805 bis zum 22. September 1806 des gregorianischen Kalenders gedauert hätte. Durch Dekret Napoleons galt ab dem 1. Januar 1806 aber wieder der gregorianische Kalender, so dass der 10. Nivôse der letzte Tag der offiziellen Geltung des Kalenders war.